# Petrogliefen van Belomorsk

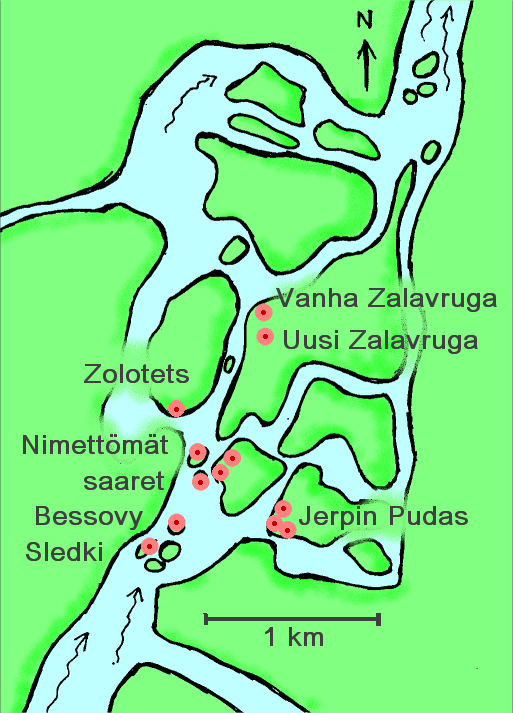
Locatie van de vindplaatsen van de petrogliefen op de riviereilanden van de Vyg

De Petrogliefen van Belomorsk (Russisch: Беломорские петроглифы) zijn een reeks van elf archeologische petrogliefensites in de Russische republiek Karelië aan de kusten van de Witte Zee, in het oostelijk Karelisch district Belomorsk, met 3.411 rotstekeningen.
De rotstekeningenvelden bevinden zich op eilanden van de rivier de Vyg, in de buurt van de waterkrachtcentrale van Vygostrov en op 6 km van de Witte Zee. De rotstekeningen zijn verdeeld over verschillende velden waaronder Staraja Zalavruga (meer dan 200 petrogliefen), Novaja Zalavruga (1.176 tekeningen), Jerpin Pudas (157 tekeningen), het noorden van Besovy Sledki (470 tekeningen), het zuiden van Besovy Sledki (60 tekeningen) en Zolotets (19 tekeningen).
De rotstekeningen werden tijdens het late neolithicum, in het 5e millennium v.Chr., in de rotsen uitgehouwen. Het is een van de grote vindplaatsen in zijn soort in Europa, waarvan de rotstekeningen de neolithische cultuur in Fennoscandië documenteren. De petrogliefen van de Witte Zee bestaan hoofdzakelijk uit gravures die jacht- en navigatietaferelen voorstellen, met de bijbehorende uitrusting, alsook dier- en menselijke voetafdrukken. De rotstekeningen worden in verband gebracht met nederzettingen en begraafplaatsen.
In een gezamenlijke voordracht met de 300 km verwijderde sites van de Petrogliefen van het Onegameer werd dit cultureel erfgoed onder de groepsinschrijving van "Petrogliefen van het Onegameer en de Witte Zee" (Russisch: Петроглифы Онежского озера и Белого моря) op 28 juli 2021 tijdens de 44e sessie van de UNESCO Commissie voor het Werelderfgoed door deze laatste erkend als werelderfgoed en geregistreerd op de werelderfgoedlijst.
Dal van de Bikinrivier (met Centraal Sichote-Alingebergte) · Koerse Schoorwal · Ensemble van het Ferapontovklooster · Gouden bergen van Altaj · Hemelvaartskerk, Kolomenskoje · Historisch en architectonisch complex van het Kremlin van Kazan · Kizji Pogost · Baikalmeer · Citadel, oude stad en vestingwerken van Derbent · Historische monumenten van Novgorod en omgeving · Kremlin en Rode Plein, Moskou · Ensemble van het Novodevitsjiklooster · Historisch centrum van Sint-Petersburg en bijbehorende groepen van monumenten · Cultureel en historisch ensemble van de Solovetski-eilanden · Geodetische boog van Struve · Architectonisch ensemble van de Triniti Sergius Lavra in Sergiev Posad · Uvs Nuurbekken · Maagdelijke wouden van Komi · Vulkanen van Kamtsjatka · Westelijke Kaukasus · Witte monumenten van Vladimir en Soezdal · Natuurlijk systeem van het Wrangel-eilandreservaat · Historisch centrum van de stad Jaroslav · Historisch en archeologisch complex van Bolgar · Landschappen van Daurië · Hemelvaartkathedraal en -klooster van het dorpseiland Svijasjk · Kerken van de architectuurschool van Pskov · Petrogliefen van het Onegameer en de Witte Zee · Cultureel landschap van het Kenozeromeer